# Enrico Narducci
Enrico Narducci (Roma, 12 novembre 1832 – Roma, 11 aprile 1893) è stato un bibliografo e bibliotecario italiano.

## Biografia
Nato nel 1832 da Domenico Antonio e da Enrica Fioroni, studia al Collegio Romano; nel 1848 è cadetto di fanteria della Repubblica romana. Il cugino Paolo è tra i primi a cadere ferito nell'attacco francese del 30 aprile del 1849.
Dopo il ritorno del governo pontificio entra in contatto con Baldassarre Boncompagni, un principe romano che è un matematico e storico della scienza, che gli affida la sua biblioteca e lo avvia agli studi di paleografia.
Negli anni 1860 pubblica Discorso del modo di formare un catalogo universale delle biblioteche d’Italia.
Dopo la fine del governo pontificio ebbe incarichi rilevanti per la gestione del patrimonio delle biblioteche romane.

## Opere
- Saggio di voci italiane derivate dall'arabo (1858)
- Secondo saggio di voci italiane derivate dall'arabo (1863)
- Intorno a due edizioni della Summa de arithmetica di fra Luca Pacioli (1863)
- Intorno alla vita del conte Giammaria Mazzuchelli ed alla collezione de' suoi manoscritti ora posseduta dalla Biblioteca Vaticana. Notizie raccolte (1867)
- Intorno alla vita ed agli scritti dell'avvocato Gustavo Camillo Galletti (1868)
- Notizie della Biblioteca Alessandrina nella R. Università di Roma (1872)
- Li nuptiali di Marco Antonio Altieri... (1873)
- Catalogo dei codici Petrarcheschi delle biblioteche Barberina, Chigiana, Corsiniana, Vallicelliana e Vaticana e delle edizioni Petrarchesche esistenti nelle biblioteche pubbliche di Roma (1874)